# Juan José de Austria
Juan José de Austria (Madrid, 7 de abril de 1629-Madrid, 17 de septiembre de 1679) fue un político y militar español, hijo extramatrimonial del rey Felipe IV y la actriz María Calderón.

## Primeros años
Don Juan nació en la madrileña calle de Leganitos, la noche del 6 al 7 de abril de 1629. Era supuestamente hijo extramatrimonial del rey Felipe IV de España, habido de sus amores con la actriz María Calderón (conocida como «la Calderona»), la cual había mantenido también relaciones con el duque de Medina de las Torres, lo que hizo que pronto se propagasen rumores tendentes a adjudicar al duque la paternidad del bastardo. Obviamente para los detractores de don Juan esta circunstancia fue frecuentemente utilizada:

Así en las facciones del cuerpo, como en las habilidades e inclinaciones del ánimo, salió este niño una vivísima imagen de Don Ramiro de Guzmán, semejanza que se ha ido recogiendo más claramente, al paso que ha ido adelantándose en la edad, el talle, el semblante, el pelo, la voz, la lascivia, la ambición, la venganza, el fausto, la fantasía, la ineficacia y las facciones se ven, tan correspondientes en uno y en otro, como la copia corresponde al original.

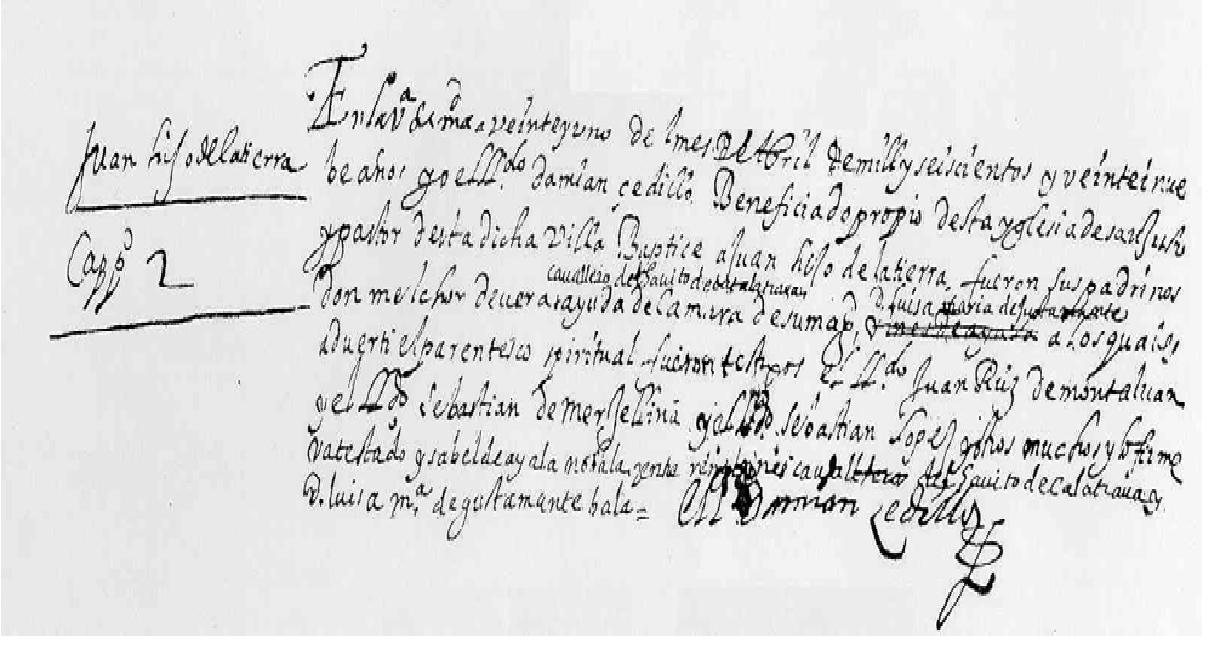
Hoja del libro de bautismo donde figura la partida de nacimiento de don Juan, hijo de la tierra.

El niño fue señalado en el libro de bautizos de la parroquia de los Santos Justo y Pastor como hijo de la tierra, denominación que se daba a los hijos de padres desconocidos. Su padrino de bautismo fue un caballero de la Orden de Calatrava, ayuda de cámara del rey.
Don Juan fue entregado a una mujer de origen humilde llamada Magdalena que se trasladó con el niño a León, ciudad en la que pasó los primeros años de su vida. Cuando don Juan había pasado la puericia, y ante la muerte de Magdalena, su madre, fue trasladado a Ocaña (Toledo), donde empezó a recibir una esmerada educación teniendo por maestros al matemático y cosmógrafo jesuita Jean-Charles de la Faille y al inquisidor, teólogo y humanista Pedro de Llerana y Bracamonte. Su ayo fue don Pedro de Velasco.

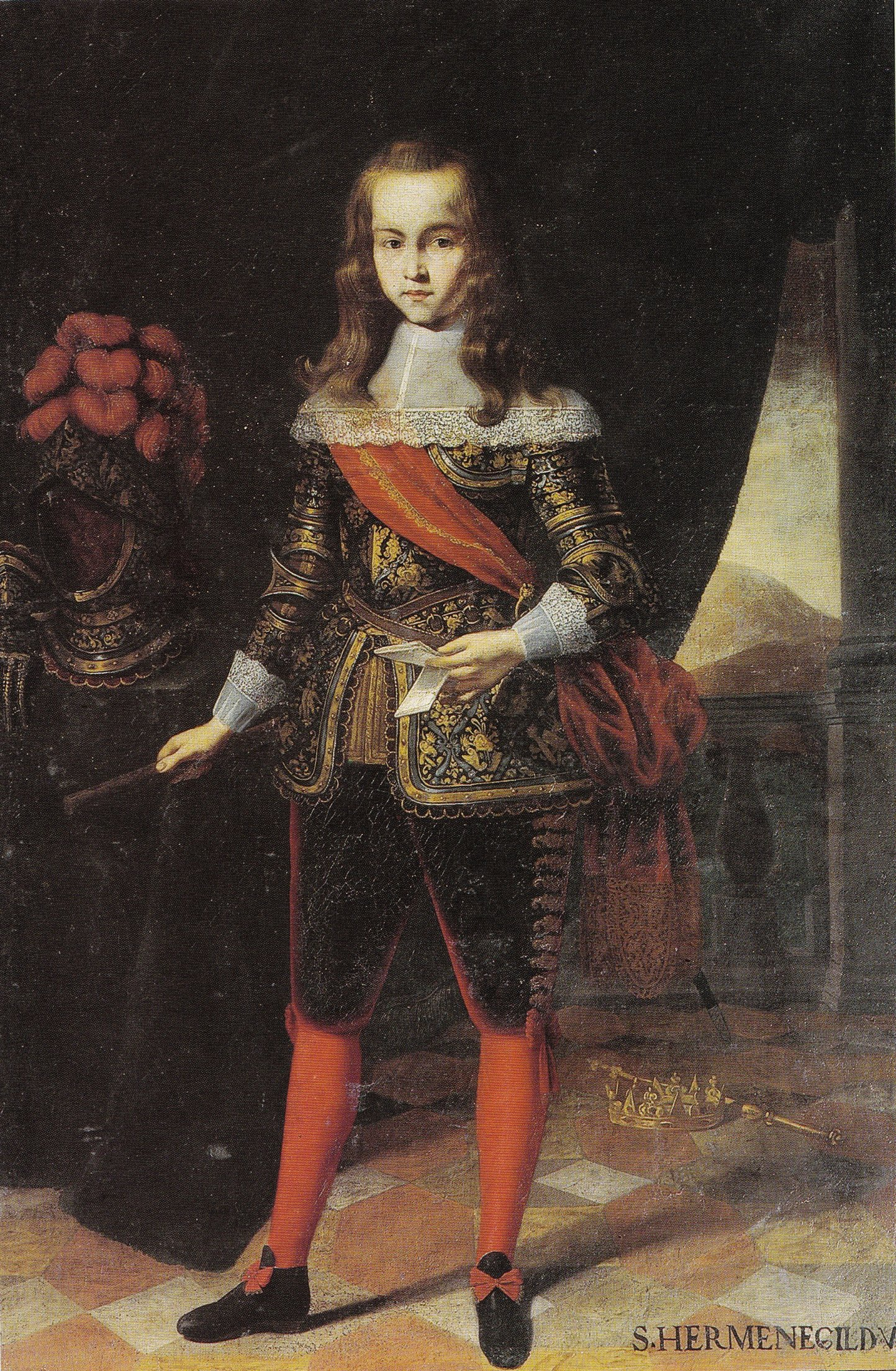
Retrato de don Juan José de Austria como san Hermenegildo (h. 1642) por Eugenio de las Cuevas (Monasterio de las Descalzas Reales, Madrid).

Al parecer, el bastardo mostró siempre buena disposición y memoria para el aprendizaje, a lo que se unió una particular facilidad para la pluma, cuyo uso iba a resultar fundamental en su trayectoria política. Además, siguiendo la inclinación heredada de los Austrias, se mostró diestro en el manejo de las armas y el caballo, así como amante de la caza.
En 1642, cuando contaba con trece años de edad, tuvo lugar el reconocimiento oficial y público de don Juan José de Austria como hijo del rey Felipe IV, lo cual obligó a estudiar el tipo de tratamiento más conveniente para el bastardo, habida cuenta de su condición de hijo, aunque ilegítimo, del Rey.
El Consejo se mostró partidario de que la Reina y el Príncipe se dirigieran a don Juan, si era por escrito, del siguiente modo:
- A don Juan de Austria, mi hijo.
- A don Juan de Austria, mi hermano.

Los demás personajes deberían llamar a don Juan, Serenidad, mientras que los cardenales debían otorgarle el título de Alteza.
El 2 de marzo de 1636, Felipe IV había decidido el nombramiento, en secreto, de don Juan como Gran Prior de la Religión de San Juan en Castilla y León, por no alcanzar la edad suficiente. Este se hizo efectivo en 1642, en San Lorenzo de El Escorial, si bien don Juan no podía profesar con plenos derechos hasta 1645, con motivo de cumplirse su decimosexto aniversario.
Meses después, el Papa ratificaba la recepción de la dignidad prioral por parte de don Juan de Austria. Sin embargo, según los estatutos eclesiásticos, todo Prior, para poder ejercer su gobierno plenamente, debía cumplir dos condiciones: tener más de 31 años y 15 de hábito. Don Juan, en 1644 tenía 15 años y apenas 2 de hábito, por lo que no podía gobernar los prioratos sin la asistencia de un teniente, de ahí que se solicitara una persona para que le asistiera convenientemente.
En el otoño de 1643, el rey, con el beneplácito del Consejo, decidió el paso de don Juan a Flandes como gobernador y capitán general de los Países Bajos. Sin embargo, el desagrado manifestado en medios flamencos ante el paso de un gobernador tan joven e inexperto, impidió que el proyecto se llevara a cabo finalmente.
El 28 de marzo de 1647 recibió de su padre el título de Príncipe de la Mar, el cual llevaba aparejado el gobierno de todas las Armas marítimas:

...considerando que don Juan de Austria, mi hijo, Prior de la religión de San Juan en mis Reinos de Castilla y León, se halla con edad que puede comenzar a ejercitar el valor y demás virtudes de que debe adornarse quien tiene tantas y tan grandes obligaciones como las que residen en su persona...he resuelto elegir y nombrar... al dicho don Juan de Austria, mi hijo,...para que representando mi persona y veces, tenga en las presentes ocasiones, el Gobierno General de todas las fuerzas marítimas de Galeras, Navíos, de Alto bordo otras cualesquier embarcaciones asi ordinarias como extraordinarias qu en cualquier parte se untaren sin excepción alguna.

Don Juan se trasladó a Sanlúcar de Barrameda con el fin de mantenerse lo más próximo posible al lugar de anclaje de la Armada, dispuesto a embarcarse en el momento en que llegaran las oportunas órdenes.

## Don Juan José en Nápoles

### Antecedentes de la revuelta napolitana

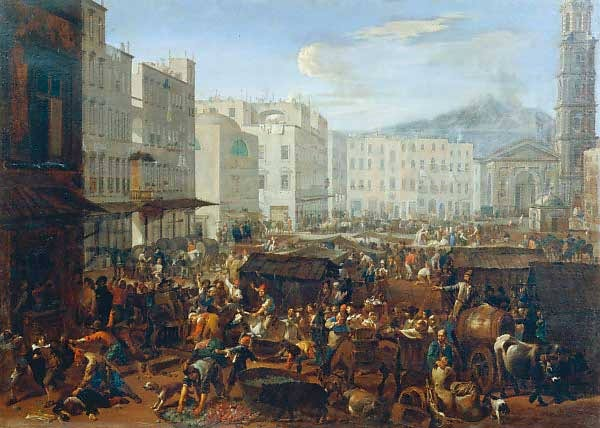
La plaza del Mercado de Nápoles el día 7 de julio de 1647, cuando estalló la revuelta encabezada por Masaniello, obra de Michelangelo Cerquozzi u Viviano Codazzi.

En diciembre de 1646, en medio de un ambiente de epidemias, hambre y sequía, el virrey de Nápoles, duque de Arcos, impuso una gabela sobre la fruta, alimento y principal comercio de la población napolitana. Ante las protestas del pueblo, el virrey prometió en varias ocasiones quitar la gabela, pero la promesa se fue dilatando indefinidamente. En 1647, apareció quemada la garita donde se cobraba dicho tributo, al mismo tiempo que llegaba el aviso de la sublevación de Palermo.
El tumulto se inició en el mercado, entre los vendedores y compradores de fruta y estos alborotos fueron creciendo hasta trasladarse al propio palacio del virrey, objeto de múltiples destrozos.
El 7 de julio de 1647 un pescador, Tommaso Aniello o Masaniello, reunió a numerosos jóvenes, que llegaron hasta el palacio del virrey solicitando la caída de las gabelas. La muchedumbre obligó al duque de Arcos a huir al Castel Sant'Elmo. Nápoles se convirtió en una inmensa hoguera bajo el mando de Masaniello.
Ante el terrible cariz que adoptaban los acontecimientos, el duque de Arcos se vio obligado a conceder la suspensión de las gabelas e, incluso, se avino a recibir a Masaniello, quien pidió calma al pueblo. Para celebrar la jura de las nuevas concesiones, se preparó una ceremonia a la que acudieron el virrey, Masaniello, los ministros del Consejo Colateral y el cardenal Ascanio Filomarino, arzobispo de Nápoles. Este roce con los poderes fácticos acabó tiranizando a Masaniello, al tiempo que el pueblo se cansaba ya de sus crueldades. Fue asesinado mientras arengaba a una muchedumbre en el mercado el 16 de julio de 1647.
Tras la muerte de Masaniello, la revuelta adoptó un carácter separatista apoyada por la Francia del cardenal Mazarino, cuyos bajeles y galeones se acercaban a Nápoles.
De esta manera los napolitanos se manifestaban abiertamente contra el rey de España y aclamaban, en su lugar, al duque de Guisa, Enrique de Lorena, que pronto y de incógnito llegó a Nápoles.

### Al frente de la Armada y acciones emprendidas en Nápoles
El 17 de abril de 1647, Felipe IV había expedido un despacho destinado a su hijo Juan en el que le ordenaba embarcarse en Cádiz para encaminarse, en principio, a Menorca. Su misión fundamental sería averiguar el estado y disposición de las armas navales francesas. La Armada de don Juan constaba de seis galeras de la escuadra de España, gobernadas por Luis Fernández de Córdoba y Arce, gentilhombre de la Cámara de don Juan, 31 bajeles de guerra y 8 de fuego, al mando de don Jerónimo Gómez de Sandoval, Capitán General de la Armada del Mar Océano.
Llegaron, entre tanto, despachos reales con noticias sobre la llegada a Barcelona de 18 galeras, 4 navíos y otras embarcaciones menores francesas con más de 8000 infantes que, previsiblemente, intentarían el ataque a Tarragona o Tortosa.
Juan José prosiguió con rapidez el viaje pasando por Peñíscola donde supo que el príncipe de Condé había mudado su primera disposición con ponerse sobre Lérida, y que las galeras y navíos, que habían porteado gente y artillería dos veces a Barcelona, habían vuelto a Francia.
Al llegar don Juan a Tarragona se encontró con la confirmación de la noticia, no obstante, permaneció allí para mayor seguridad de Tortosa, Lérida y la propia Tarragona.
Estando la Armada en Tarragona, llegó un correo de Madrid con orden de su majestad para que su alteza con la Armada, pasase a Italia, aunque no se publicó a qué efecto. Se pensó en socorrer Nápoles por temor de que las manifestaciones alcanzaran allí la envergadura que habían adquirido ya en Cataluña y Portugal. Así pues Juan José prosiguió su viaje hacia Italia, con órdenes precisas de luchar contra la Armada francesa, si la encontraban durante los días de su navegación.
Tras numerosos incidentes causados por las condiciones meteorológicas que retrasaron el viaje, el 1 de octubre de 1647 tuvo lugar la llegada de la Armada a Nápoles. El duque de Arcos informó a Juan José de todo cuanto estaba aconteciendo en el reino.

Juan José de Austria por Anselm van Hulle, Bibliotheek van het Vredespaleis (La Haya).

El 12 de octubre de 1647, Juan José se reunió con los ministros del gobierno político, los cuales acordaron que el remedio más eficaz para poner fin a tan dolorosos acontecimientos era, sin duda, la negociación, siempre y cuando se ocupara personalmente de ella el propio Juan José y no el duque de Arcos, todavía virrey, puesto que este era odiado por el pueblo y despertaba su mayor desconfianza. 
Mientras se iniciaban las conversaciones con los cabecillas de la revuelta, don Juan ordenó el desembarco de unos 3000 infantes de la Armada para ocupar los puntos clave de la ciudad. Por fin, el pueblo eligió cuatro representantes para que establecieran negociaciones con Juan José, los cuales le expusieron las peticiones de la ciudad que se resumían en los siguientes cuatro puntos:
- Entrega del Castel Sant'Elmo.
- Dimisión del duque de Arcos como virrey de Nápoles.
- Concesión de una amnistía general.
- Confirmación y ejecución de las capitulaciones juradas por dos veces por parte del virrey, y nunca cumplidas.

Don Juan se mostró dispuesto a hacer concesiones siempre y cuando el pueblo manifestara su buena voluntad.
Sin embargo, la revuelta napolitana, en el otoño de 1647, se había ya convertido en un movimiento de tintes separatistas gracias, fundamentalmente, a la colaboración francesa.
Finalmente, y gracias al apoyo de la nobleza, el rey destituyó a Arcos del virreinato, otorgando al bastardo las riendas del gobierno napolitano. De esta forma, Felipe IV mandó publicar una cédula aprobando la toma de posesión del virreinato de Nápoles por parte de don Juan, pero sin considerarla de forma definitiva:

...Tengo por bien que vos, el dicho don Juan de Austria, mi hijo, hayáis admitido el ejercicio del cargo de mi Virrey y Capitán General en el dicho mi Reino de Nápoles, en lugar del dicho duque de Arcos, en el interín que yo proveo y envío Virrey propietario, que será con toda brevedad.

Además, mediante una misiva fechada el 11 de enero de 1648, el rey otorgaba plena facultad a su hijo «para que haga lo que juzgare expediente y conductible a la tranquilidad». Por otra parte, y en nombre del Rey podía «tratar, ajustar, disponer y concluir con el fidelísimo pueblo de Nápoles y otros del Reino, todo lo que pareciese conveniente al intento referido, sin exceptuar cosa por extraordinaria que sea». Esta plenipotencia daba absoluta libertad a don Juan a la hora de ajustar plenamente la paz con Nápoles.
El 27 de enero de 1648, el duque de Arcos embarcó, abandonando definitivamente Nápoles.
No había pasado aún un mes desde que la Real Cédula confiriera el gobierno de Nápoles a don Juan, cuando el rey comunicó a su hijo su decisión del nombrar al nuevo virrey:

He resuelto que el conde de Oñate, mi embajador en Roma, pase luego a servir por interín el cargo de mi Virrey y Capitán General en el dicho Reino.

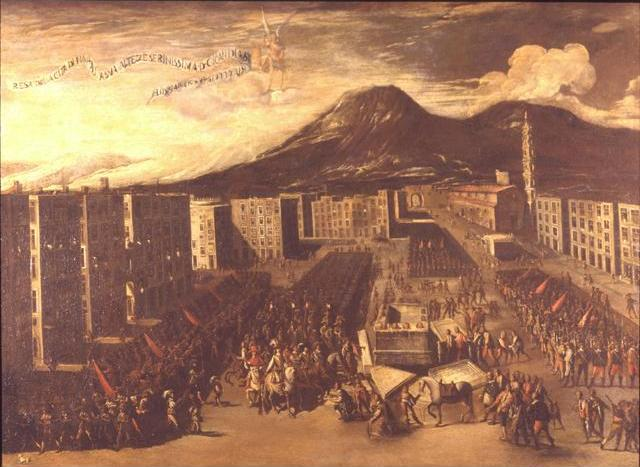
La rendición de Nápoles a don Juan de Austria (1648) por Carlo Coppola (Museo de San Martino, Nápoles).

El 1 de marzo de 1648, el conde de Oñate llegó a Nápoles.
Ante la proliferación de los rumores sobre la pronta llegada de la Armada francesa, Oñate se apresuró a efectuar un reconocimiento de las fortificaciones, así como de la ciudad, en cuanto a murallas, calles, torreones, etc. El maestre de campo Dionisio de Guzmán, don Juan y el conde de Oñate, decidieron la invasión de la ciudad con 2000 infantes entre españoles, italianos y alemanes y 100 caballos, además de otros 500 caballeros, en su mayor parte napolitanos.
El pueblo empezó a colaborar, dando vivas al Rey; unos por cansancio, otros escandalizados por las ligerezas francesas y, la mayoría, por temor a las posibles represalias de los españoles.
El conde de Oñate concedió un indulto a todos los presos que no fueran franceses. El duque de Guisa, enterado de las victorias españolas, intentó escaparse a los Estados Pontificios pero fue apresado y llevado al castillo de Gaeta para posteriormente ser trasladado al Alcázar de Segovia.
Poco a poco, y a imitación de Nápoles, se fueron reduciendo a la obediencia del rey católico todas las demás ciudades.
En virtud de la plenipotencia obtenida el 11 de enero de 1648, don Juan se dispuso a conceder una serie de gracias, privilegios e inmunidades al Reino de Nápoles con el fin de liberarlo de las excesivas imposiciones con que se encontraba gravado.
Una vez llegadas a Madrid las noticias sobre la reducción y pacificación de Nápoles, el rey cursó órdenes para que don Juan ocupara el gobierno de Nápoles, pero este no aceptó, quizás por orgullo o soberbia, por haber deseado ocupar el cargo desde la marcha de Arcos, o bien por deseo expreso de abandonar la ciudad partenopea.
A pesar de todo, Felipe IV nombró a su hijo don Juan como nuevo virrey de Sicilia.
Testimonio de la intervención de don Juan José en el virreinato es su gran retrato ecuestre, pintado por José de Ribera en 1648, donde le vemos ante una vista del golfo de Nápoles. De esta imagen produjo Ribera un grabado. Este cuadro pertenece a Patrimonio Nacional y se expone en la Galería de las Colecciones Reales de Madrid 

## El virreinato de Sicilia
La llegada de la Armada a Mesina, con Juan al frente, tuvo lugar el 27 de septiembre de 1648. Tres meses después, el 27 de diciembre, Juan tomó posesión oficial del gobierno de Sicilia, en la Iglesia Mayor, con el juramento y todo el ceremonial que la ocasión merecía.

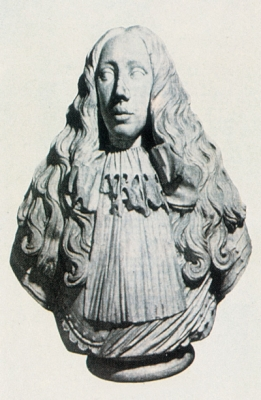
Busto de don Juan José de Austria (Museo Cerralbo de Madrid).

De esta forma, don Juan se convertía en el nuevo virrey de Sicilia gozando de un sueldo de 2406 escudos al mes. Además, y en virtud de una determinación personal, adoptada el 25 de septiembre de 1649, la ciudad colaboraría en los gastos del virrey con 60 000 escudos anuales.
Sin embargo, uno de los hechos más importantes de su estancia mesinesa fue el acuerdo suscrito con la ciudad, en virtud del cual, se convertía en contrato público el privilegio de residencia otorgado por su abuelo Felipe II en 1591 que implicaba la obligación por parte de los virreyes de residir en Mesina con la Corte y los tribunales durante 18 meses seguidos, es decir, la mitad del tiempo habitual de su gobierno (3 años). Según el texto del contrato, los virreyes no podían excusarse de acudir a Mesina salvo en caso de invasión de enemigos y existencia de guerra viva en el reino o peste en Mesina.
El contrato entre Mesina y don Juan, firmado en Mesina el 25 de septiembre de 1649, fue confirmado por el rey el 3 de diciembre de 1650; sin embargo, las protestas de Palermo y la Diputación del Reino y el dominio que ejercían sobre el gobierno de la isla lograron que ni don Juan ni los virreyes posteriores hiciesen pública en Sicilia la confirmación real, requisito indispensable para la entrada en vigor del documento.
También recibió don Juan órdenes para llevar a cabo una reforma y reducción del número de tercios y compañías de infantería, ya que el existente en el Reino de Sicilia era excesivo y la cantidad de soldados desproporcionada. Ello redundaría, además, en beneficio de la hacienda.

### Recuperación de losPresidios: Porto Longone y Piombino
Al hacerse cargo del virreinato de Sicilia, don Juan tenía una orden real prioritaria: la recuperación de Porto Longone y Piombino, conquistadas por Francia en 1646.
El conde de Oñate recibió las oportunas órdenes para preparar todo aquello que considerase conveniente. El marqués de Caracena, por su parte, enviaría auxilios desde Milán. Mientras, don Juan se encargaría del apresto de la Armada.
Desde Madrid empezaron a divulgarse falsos rumores para hacer creer que la Armada que se preparaba estaba destinada a intervenir en Cataluña. Don Juan, naturalmente, hizo suya dicha estrategia para lograr los efectos deseados y despistar en lo posible a los franceses en ambos frentes (Cataluña y Toscana).
Por otro lado, las fuerzas hispanas poseían cumplida información sobre la situación en hombres y pertrechos de Porto Longone y Piombino.
A la vista de estas informaciones, se preparó una relación detallada, conteniendo las ayudas necesarias para la expugnación de las plazas, así como la estrategia a seguir.
El rey envió a don Juan un despacho en el que nombraba teniente a Su Alteza, en el cargo de Gobernador de todas las Armas Marítimas, al conde de Oñate.
Estas decisiones exasperaban enormemente al bastardo real, cuya ambición, deseo de gloria y su juventud, le llevaban a desear ardientemente ser cabeza visible de los acontecimientos en que participaba. De ahí las quejas que no dudó a representar con Luis de Haro y Guzmán:

Dígame por amor de Dios (...) qué lugar tengo yo en esta facción, porque no veo otra ocupación sino de convoyar al conde de Oñate, a quien hace S. M. dueño absoluto, confieso a V.E. que ha sido esta mortificación de mi aliento y que mientras viva, no se me borrará del corazón el concepto en que mi desdicha me ha puesto.

A pesar de todos los preparativos, llegaron noticias de Madrid con la orden de posponer la empresa de Toscana, ya que el conde de Oñate había tenido que enviar la mayor parte de la infantería a España, concretamente a Cataluña, para intervenir en la ofensiva contra los franceses.
Afortunadamente para el bando español, cuando la Paz de Westfalia les privó de sus aliados neerlandeses y la Fronda empezó a preocuparles en el interior, Cataluña dejó de figurar destacadamente en los cálculos de Francia.
Entretanto, la espera hacía difícil el mantenimiento de la Armada en Sicilia, dada la mala situación de la isla. Don Juan recibió órdenes de utilizar la cosecha para el sustento de la Armada. Incluso en el otoño, se recurrió a la venta de oficios y de algunas ciudades, como medio para atender a la carena de los bajeles de la Armada.
A finales de año, a la difícil situación económica de la isla se unió la crisis política producida por la preparación de una conjura en Palermo. Don Juan abandonó Mesina dirigiéndose a la ciudad objeto de los alborotos, donde permaneció desde el 11 de diciembre hasta el 23 de marzo de 1650, dedicado a sofocar la sublevación.
Una vez pacificada Palermo, por fin, en la primavera de 1650 pudo acometerse la empresa de Porto Longone y Piombino: el 11 de mayo, don Juan partía de Sicilia con seis galeras, cinco de Sicilia y la Real, además de ocho navíos de la Armada. Dos días después se llegaba a Lípari, donde las malas condiciones meteorológicas obligaban a detenerse. Por otra parte, también navegaba el conde de Oñate con la Armada aprestada en Nápoles. Ambos se encontraron en Gaeta.
«Domingo 22, fue el Conde de Oñate a Orbitelo a la disposición de los cestones, faginas y escalas que se hacían en aquella plaza para la ocasión». Entretanto, se había producido la llegada de más navíos que habían quedado en Mesina, preparándose para la acción. El 24 estaba reunida toda la Armada, y el 25 avistaron Piombino y Porto Longone.
Los ataques a ambas plazas fueron simultáneos. Piombino fue la primera en rendirse (19 de junio). A partir de entonces todos los esfuerzos se concentraron en Porto Longone.
A medida que avanzaba el mes de julio se fueron recrudeciendo los ataques, lo cual, sumado al convencimiento por parte de los sitiados de la imposibilidad de ser socorridos, pronto llevaría a la victoria de los hispanos.
El 31 de julio se firmaron y ratificaron las capitulaciones por ambas partes. El 15 de agosto, don Juan, vestido con sus mejores galas, se dispuso a contemplar la salida de los sitiados y la entrada de las armas del Rey Católico. Inmediatamente después, don Juan se embarcó de regreso para Sicilia, haciendo su entrada triunfal en Palermo el 28 de agosto.

### El gobierno de Sicilia

Escudo de Juan José de Austria.

Instalado de nuevo en la isla, don Juan se vio de nuevo enfrentado a toda la problemática de la misma.
Desde el punto de vista político, se empeñó en centralizar cada vez más el poder, arrebatando a los sicilianos las concesiones hechas durante los tumultos.
Por otra parte, desde el punto de vista económico, la estrechez en la hacienda siciliana obligó a don Juan a imponer algunos arbitrios que lograron recaudar numerario para las arcas isleñas. A este fin, propuso un decreto de reducción de efectos enajenados, en beneficio de la Real Hacienda.
Desde el punto de vista militar, y en contradicción con la órdenes recibidas al incorporarse como virrey de Sicilia, don Juan, siguiendo el mandato llegado expresamente de Madrid, procuró aumentar las fuerzas militares de Sicilia.
Sin embargo, al menos bajo el virreinato de don Juan, todos estos proyectos quedaron en meros bocetos que no acabaron nunca de ver la luz, primero porque la estancia del bastardo en las islas solo se demoró unos pocos meses más y segundo, porque, en realidad, el Reino carecía de medios suficientes para llevar a buen término proyectos en los que fuera necesaria la inversión de capital, apenas existente en la isla.

### Abandono de Sicilia
El rey envió un despacho a don Juan en el que le ordenaba salir de Sicilia para integrarse en la lucha por la recuperación de Cataluña:

...me ha parecido que no estareis bien ocioso en parte tan remota como Sicilia, y que será más propio de vuestra persona y obligaciones, continuar los generosos pensamientos que siempre habeis mostrado de adquirir gloria militar en el mundo, como diversas veces me los habeis hecho entender...

Estas órdenes no solo no disgustaron a Juan, sino que era algo que esperaba y deseaba desde hacía tiempo:

Apruebo mucho la gran prudencia y acierto de V.A., en suplicar a S.M. se sirva de no detener a V.A. en el gobierno político de Sicilia, sino permitir que se emplee su persona en ocasiones vivas de guerra.

Con la marcha de don Juan de Sicilia, se consumaba su primera participación en las grandes empresas de la Monarquía Hispánica. A partir de entonces su vida se vería jalonada por una presencia constante en importantes acontecimientos político-militares.

## Don Juan José en Cataluña (1651–1656)

### Esfuerzos para la recuperación de Cataluña (1651–1652)
El 11 de julio de 1651 tuvo lugar la llegada de don Juan al Principado de Cataluña. En Tarragona se produjo su encuentro con el marqués de Mortara, virrey de aquel territorio, y ambos se plantearon la posibilidad de poner sitio a Barcelona. El momento era, sin duda, el más idóneo: en 1648, la Paz de Westfalia había supuesto el fin de la guerra contra las Provincias Unidas; entre 1648 y 1652, se había abandonado prácticamente el frente portugués, concentrando todos los esfuerzos en Cataluña; la Fronda, a partir de 1648, había impedido a las fuerzas francesas una actuación decidida en el Principado; pero, sobre todo, fue la situación de guerra civil interna en Cataluña entre los defensores y los detractores de la anexión a Francia, lo que contribuyó a propiciar más la ofensiva.
Entre agosto y octubre de 1651, las tropas de Don Juan fueron estrechando el cerco a Barcelona. Pasado el invierno, durante la primavera de 1652, la resistencia de la ciudad se fue haciendo insostenible. El ejército, sin embargo, se consideraba insuficiente para efectuar el asalto final a la ciudad. Así pues, el impedir la entrada de hombres y víveres a Barcelona se convirtió en el principal objetivo militar.
Los intentos franceses por romper el cerco fracasaban una y otra vez, por ser frustrados por los asediadores, por lo que la ciudad moría víctima del hambre. A finales del verano de 1652, se adivinaba ya la rendición de la ciudad.

### Capitulaciones de Barcelona

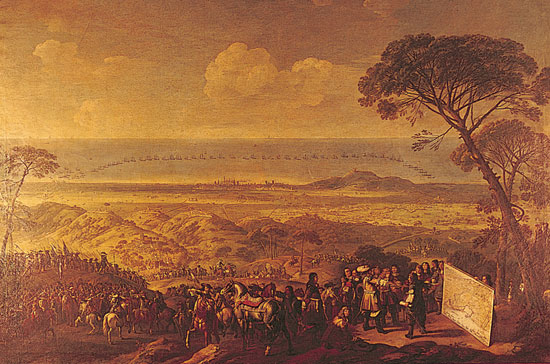
Asedio de Barcelona por parte de don Juan José de Austria, obra de Pandolfo Reschi (Galleria Corsini, Florencia).

En previsión de los futuros acontecimientos y a la vista de los sucesos presentes, ya el 5 de mayo de 1652 partió de Felipe IV la autorización para que su hijo pudiera ofrecer un perdón general a los catalanes.
El 27 de septiembre, los consejeros de la región se entrevistaron con el virrey representante de los intereses de Francia, La Mothe, para proponerle la necesidad de establecer un pacto con don Juan.
En el Libro de deliberaciones del Ciento constan los 34 capítulos expuestos por la ciudad de Barcelona, base inicial de las negociaciones de paz, y que de forma resumida exponían:
- Confirmación de los fueros de Barcelona y del Principado.
- Ratificación del Consejero sexto del Consejo del Ciento (creado por el rey francés).
- Garantía de que los alojamientos de tropas en Cataluña se realizarían según las constituciones del Principado.
- Renuncia de la Corona al cobro de los quintos.

En una carta escrita por don Juan a la ciudad de Barcelona y leída en el Consejo de Ciento el 9 de octubre de 1652, se concedía, de forma oficiosa, el perdón. Oficialmente, sin embargo, la proclama del perdón concedido a la ciudad de Barcelona llegó el 11 de octubre de 1652. A partir de ese momento, don Juan se mantuvo al margen de las negociaciones entre Madrid y Barcelona. Simultáneamente, Don Juan y el mariscal de La Mothe ajustaron las consabidas capitulaciones.

### Virrey de Cataluña (1653–1656)

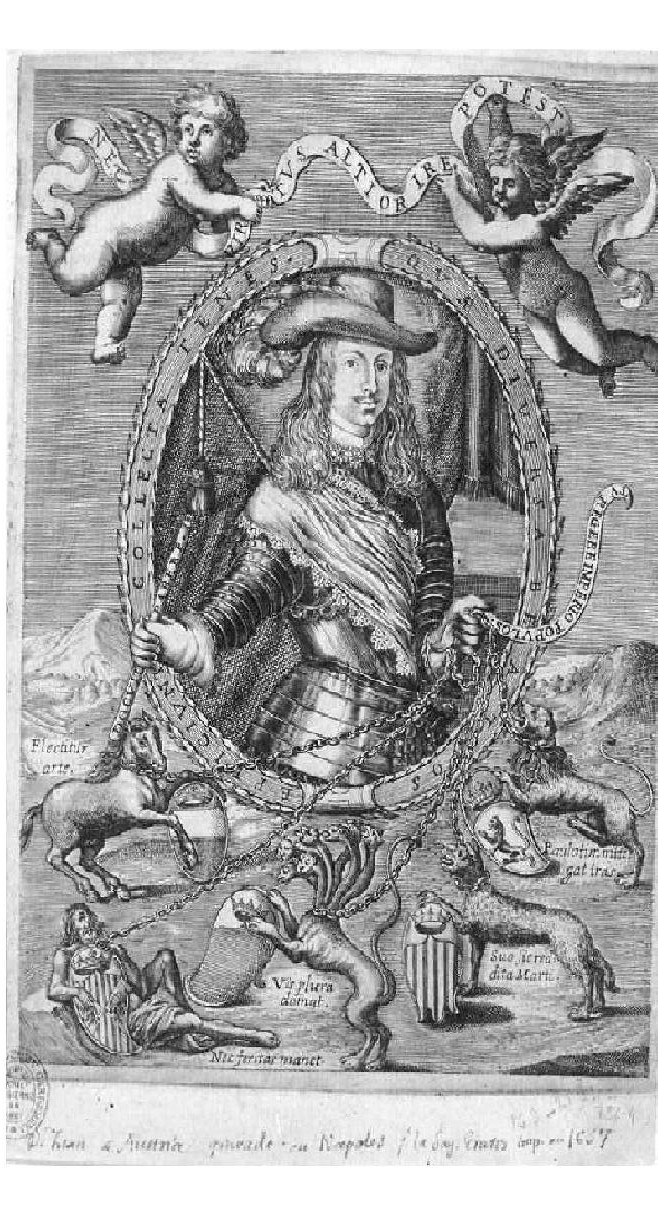
Grabado alegórico de don Juan José de Austria con las riendas de sus diferentes gobiernos (Biblioteca Nacional de España).

El 28 de enero de 1653, don Juan fue nombrado virrey del principado de Cataluña, si bien desde su entrada en Barcelona, el 13 de octubre de 1652, venía actuando como tal.
Hábilmente, don Juan se empleó en agradar y cuidar a la burguesía, borrando los amargos recuerdos de la larga y sangrienta guerra civil.
Don Juan José de Austria convocó las cortes catalanas el 31 de marzo de 1653 ante la protesta de la ciudad de Barcelona que requería para dicha convocatoria la presencia del Rey. El fin fundamental de esta convocatoria era el de tratar de institucionalizar la ayuda que el Principado debía proporcionar a don Juan para la guerra existente aún con Francia. Otro problema era el de los alojamientos del ejército del Rey en Cataluña.
El 4 de junio de 1653, tras dos meses transcurridos desde la apertura del Parlamento, los tres brazos (el eclesiástico, el militar y el real) acordaron la votación de un subsidio de 500 000 libras anuales durante tres años.
En cuanto al Consejo de Ciento, tras el perdón concedido a Barcelona, fue posible la insaculación de 1653 quedando don Juan con la libertad para elegir a aquellas personas adeptas al gobierno de Madrid.
Por último, con referencia a la otra institución de gobierno en Cataluña, la Diputación, la primera insaculación controlada por Madrid tuvo lugar en 1654, en la que don Juan dictó las instrucciones pertinentes.
En el terreno militar, tras la capitulación de Barcelona en 1652, las tropas francesas se habían retirado de Cataluña, salvo del Rosellón y Rosas. A comienzos de 1653, los galos desarrollaron una amplia ofensiva que les llevó a ocupar Castellón de Ampurias y Figueras extendiéndose por el norte de Cataluña. En el verano de ese mismo año sitiaron Gerona.
Los franceses asaltaron Gerona sucesivamente el 12, 13 y 20 de agosto, defendiéndose sus naturales de forma valerosa.
El 15 de septiembre salieron de Barcelona don Juan, varios títulos y señores, los cabos del ejército, el cual constaba de unos 5300 infantes y 1800 caballos. El choque fue reñido y sangriento, pero don Juan José se alzó finalmente con la victoria.
En 1654 la campaña fue más favorable a los franceses, quienes en sus conquistas fueron descendiendo peligrosamente hacia el sur al mando del Príncipe de Conti, hermano de Condé. En el verano los franceses ocuparon Villafranca. En octubre invadieron la Cerdaña y entraron en Seo de Urgel. Ocuparon igualmente Camprodón, Ripoll, Olot, Bagá y Berga. A mediados de [noviembre, irrumpieron en Vich pero no lograron ocupar la ciudad.
Este aciago panorama llevó a Juan a pensar incluso en la posibilidad de ser relevado del gobierno de Cataluña:

Y con esta ocasión insinúa el Señor don Juan no será justo que pueda ser testigo de los efectos de los daños que aquello amenaza, poniendo en consideración será conveniente al Real servicio de V.Mg., poner en su lugar quien con mayores experiencias y talento, dé cobro de aquellos negocios.

El Consejo negó la licencia que solicitaba el bastardo. En el otoño y a la vista de los acontecimientos, don Juan se trasladó a Vich.
En la campaña de 1655 los franceses continuaron llevando la iniciativa, aunque los españoles demostraron mayor capacidad ofensiva. El problema por el lado hispano continuaba siendo la falta de dinero y hombres.
En octubre de 1655, don Juan obtuvo una brillante victoria, logrando la recuperación de Berga y la captura de un elevado número de prisioneros.
El 8 de diciembre de 1655, el bastardo repitió el éxito militar en Solsona, tras el cual lanzó una dura represión contra la ciudad.
Así culminaba la participación militar de don Juan en Cataluña, antes de su partida hacia los Países Bajos. No obstante, la guerra en la frontera pirenaica continuó hasta la firma de la Paz de los Pirineos en 1659.

## Gobernador de los Países Bajos (1656-1659)
El 4 de marzo de 1656, don Juan partió del puerto de Barcelona con dos galeras, la denominada San Juan (donde iba él embarcado) y la Santa Ágata. Tras un complicado viaje durante el cual tuvieron que enfrentarse con unos piratas berberiscos, el día 13 llegaron a Cerdeña, prosiguieron luego hacia Génova y después a Milán donde don Juan recogió al marqués de Caracena, gobernador de aquel Estado, para llevarlo consigo a Flandes como gobernador de la Armas en lugar del conde de Fuensaldaña, que había servido el puesto hasta entonces, al lado del archiduque Leopoldo, anterior gobernador de los Países Bajos Españoles.

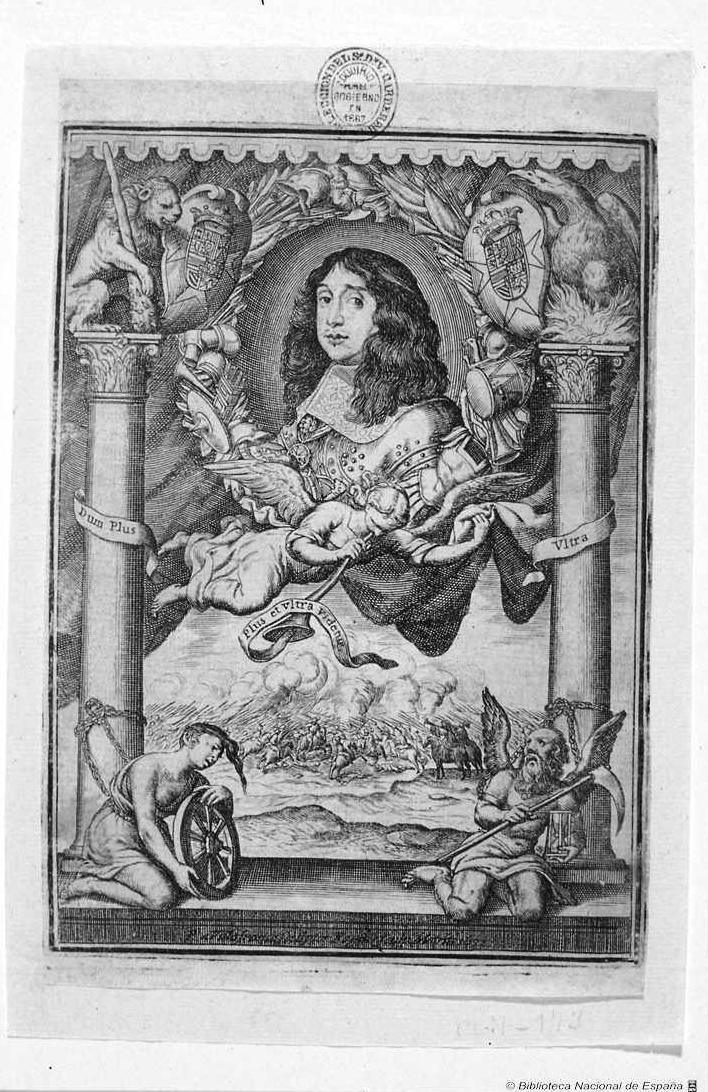
Retrato alegórico de don Juan José de Austria en un grabado de Pedro de Villafranca incluido en la obra de Juan Baños de Velasco, L. Anneo Séneca, ilustrado en blasones políticos y morales, 1670, (Biblioteca Nacional de España).

Por fin, don Juan llegó a Colonia. El 11 de mayo se encontró cerca de Lovaina con el archiduque Leopoldo. Ambos almorzaron juntos y mantuvieron una serie de conferencias, tras las cuales el archiduque se dirigió a Lieja y don Juan a Lovaina, donde fue recibido por el Príncipe de Condé, el conde de Fuensaldaña y el Príncipe de Ligne. Condé lo agasajó con un espléndido banquete. Al día siguiente don Juan llegó a Bruselas, siendo muy bien recibido por el pueblo.
Parece ser que muy pronto se produjo una entrevista entre don Juan y el futuro Carlos II de Inglaterra, que desde mediados del mes de marzo se encontraba en Brujas como huésped de Felipe IV en espera de conseguir la caída de Cromwell, entonces instalado en el poder, para poder lograr la Restauración Monárquica.

### Instrucciones para don Juan
Don Juan llegó a Flandes provisto de unas instrucciones muy claras y concretas respecto de lo que se esperaba de su actuación político-militar en su nuevo destino.
- En primer lugar se le encomendó el cuidado de la religión católica, mediante la propuesta de las personas más idóneas para ocupar los puestos que fueran vacando en Obispados, Arzobispados, Abadías, etc.
- Observancia de la justicia para lo cual contaba con todas las asistencias necesarias en cuanto a tribunales, ministros, etc, y cuidar también de la justicia en el ámbito militar, castigando los malos usos y abusos de los soldados.
- En materia económica, se le ordenó la formación de una Junta de Hacienda que se encargara de las cuentas de aquellas provincias.
- En materia militar se le ordena la reforma del Ejército: «reformar el ejército reduciéndolo a términos que pueda caber en la estrecheza del País... Y así os mando y encargo que procureis con sumo cuidado excusar la multiplicidad de oficios y oficiales y ejecutar las últimas órdenes que se enviaren sobre la reformación del ejército...».[19]
- Por último, se le participaba a don Juan la situación de Flandes respecto a los países vecinos:
  - Con Francia existía guerra abierta.
  - Con Inglaterra se daban igualmente hostilidades, tanto en las Indias como en Europa. Respecto a la delicada situación del futuro rey inglés, Carlos II, refugiado en Flandes, don Juan recibió un encargo muy especial y que iba a ocupar una parte importante en su política diplomática, durante su estancia en los Países Bajos:

Y estareis advertido de que en nombre del Rey desposeído me han hecho algunas proposiciones para entrar en tratado y siendo punta tan importante, procurar en todo aso introducir en el Reino de Inglaterra alguna división, estareis atentísimo a lograr las ocasiones que os presentaren para conseguir este intento, anteponiéndole a cualquier otras grande conveniencia por consistir en esto la seguridad de la Indias el frecuente comercio de estos y aquellos Reinos, que es de la utilidad e interés que sabeis y lo mucho que importa el franquearle para las asistencias de todas partes.

- - Con los Países Bajos existía una buena paz, por lo que convenía mantenerles cuanto se les hubiera ofrecido en ella.
  - Con Dinamarca existían lazos amistosos.
  - Respecto a las ciudades hanseáticas, se recordaban los tratados antiguos de comercio, ratificados en la Paz de Münster.
  - En cambio se pedía a don Juan mucha prudencia en las relaciones con Suecia, debido a la potencia que esta nación estaba adquiriendo.

Pronto se percató don Juan de que uno de los problemas más importantes por los que atravesaban las provincias flamencas era el económico, debido, por una parte, a la misma situación de inestabilidad y caos que creaban las continuas hostilidades y, por otra, a las dificultades existentes para la llegada de ayuda desde los demás reinos (sobre todo de Castilla). Por todo ello, don Juan se decidió a solicitar del Rey, su padre, el envío de un poder análogo al recibido por el archiduque Leopoldo en el verano de 1647, que le permitiera vender, empeñar o hipotecar los dominios y otras rentas ordinarias y extraordinarias de Su Majestad, en el caso de que las remesas de dinero destinadas a sufragar los gastos de Flandes no llegaran o lo hicieran tardíamente.
Felipe IV accedió a enviarle dicho poder, lo que proporcionó, de momento, un respiro.

### Campaña de 1656

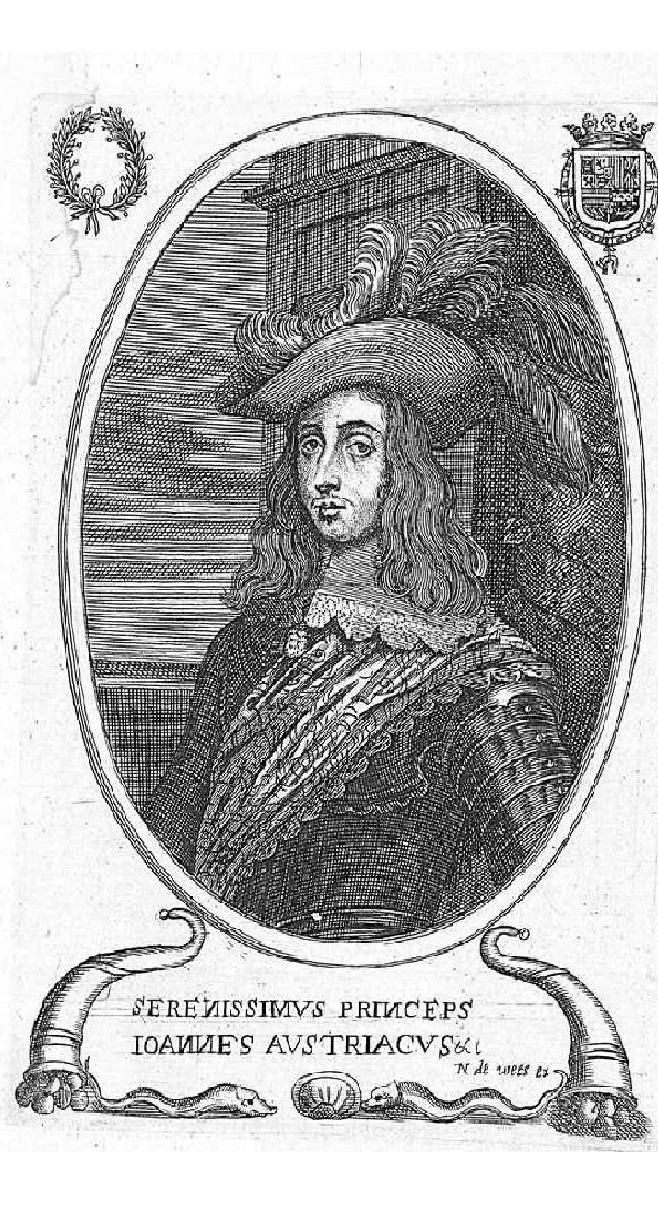
El Serenísimo Don Juan de Austria en un grabado de N. Wees (BNE).

Tras llegar a Bruselas, don Juan se informó de la situación bélica de Flandes, puesto que la campaña ya se aproximaba; de hecho, llegaron noticias de que los enemigos empezaban a concentrarse en las plazas de armas.
Antes de iniciar la campaña, se hizo un cómputo sobre las necesidades que había en Flandes, las cuales eran muy grandes, sobre todo en el terreno económico, lo que hacía de los donativos de las diversas provincias la principal fuente de ingresos.
Don Juan tras reunir en una Junta de guerra a los principales cabos de su ejército, es decir, el Príncipe de Condé, el marqués de Caracena, el Príncipe de Ligne, el conde de Marsín y don Fernando de Solís, les propuso lanzarse al socorro de la plaza de Valenciennes.
La situación de la plaza era de gran peligro, debido a la poca pólvora existente en ella. Por otro lado, la guarnición era muy escasa, tan solo 1000 infantes y 200 caballos, en medio de una abundante población burguesa, de cuya actitud se recelaba. La principal ventaja con la que se contaba, en cambio, era la mala comunicación del enemigo, cuyas fuerzas estaban comandadas por los mariscales Turenne y De la Ferté.
El ejército de don Juan se atrincheró a una legua del enemigo. Se dispusieron cuatro ataques:
- La infantería española e irlandesa, comandada por don Juan y el marqués de Caracena.
- Las «naciones» a cargo del Príncipe de Ligne, general de la caballería.
- Las tropas de Condé con él mismo y el duque de Wuttemberg.
- Las fuerzas nuevas, al frente de las cuales estaría el conde de Marsín.

Por fin, el 15 de julio, por la noche, se emprendió la acción. Al amanecer, el ejército del mariscal De la Ferté estaba desmantelado y este hecho prisionero. Más tarde se avanzó hacia el cuartel de Turenne, pero este había tenido tiempo de retirarse.
El enemigo dejó abandonado abundante armamento en sus líneas y además, se tomaron numerosas cartas de la correspondencia entre los generales franceses y su Corte, lo que permitió conocer el alcance de sus fuerzas.
El triunfo de Valenciennes contribuyó enormemente a elevar la moral de los tercios en Flandes:

produjo en Europa uno de aquellos estremecimientos que solía dar España en tiempos más afortunados.

A comienzos del mes de agosto don Juan se lanzó a sitiar la plaza de Condé, la cual aunque muy poblada, tenía importantes problemas de abastecimiento. Tras un breve asedio, la plaza se rindió el 18 de agosto.

### Labor diplomática desarrollada por don Juan
Al margen de los acontecimientos bélicos, don Juan tuvo que enfrentarse igualmente a una activa labor diplomática respecto a las demás naciones que también tenían voz en el concierto internacional. Es especial destacaron las relaciones mantenidas con Inglaterra, la cual se encontraba desdoblada a raíz de la revolución vivida, entre la Inglaterra de Oliver Cromwell, República oficial y reconocida internacionalmente, y este mismo país en el exilio, encabezado por el futuro Carlos II y su hermano, el duque de York, hospedados por el rey de España en Flandes. También tuvo un capítulo aparte la ratificación o no de ciertos puntos establecidos en la Paz de Münster con las independientes Provincias Unidas.
Entretanto, Francia intentó establecer negociaciones de paz con España, pero a costa de la obtención de grandes ventajas. A comienzos de julio de 1656, llegó a la Corte Monsieur Leone, enviado por Luis XIV para tratar el tema de la paz con el Rey Católico. En septiembre regresó de nuevo a Francia sin haberse conseguido acuerdo alguno, y quedando rotas las conversaciones.
Según consulta real vista en el Consejo de Estado «se pidieron de parte de Francia cosas tan fuera de razón y contra todos los ejemplares anteriores» que el rey se negó a entrar en más negociaciones porque éstas, tal y como estaban planteadas por Francia, atentaban a «su honor y Real Decoro».
Por lo que se refiere a la Inglaterra de Cromwell, continuaban las hostilidades tanto en Europa como en las Indias, no obstante, se consiguieron algunos éxitos como cuando en la primavera de 1656 cinco fragatas de Ostende apresaron a diez navíos ingleses. Poco después, siete fragatas de Dunkerque hicieron lo propio con otras siete naves inglesas.
Por lo que se refiere a las relaciones con el futuro Carlos II, éstas estaban fundamentalmente mediatizadas por el tratado suscrito entre este monarca y Felipe IV, el 12 de abril de 1656. Èste se trataba en realidad de una liga ofensiva-defensiva que ratificaba la establecida en un acuerdo de paz firmado en Madrid, el 15 de noviembre de 1630, entre Felipe IV y Carlos I de Inglaterra.
El rey de España se comprometía a asistir al monarca inglés con 4000 infantes y 2000 caballos a lo largo del año 1656, «bien entendido que S. Magestad de la Gran Bretaña haya de tener a su devoción algún puerto, lugar o sitio en Inglaterra donde pueda con seguridad, desembarcar esta gente...».
En contrapartida, el rey inglés, una vez coronado de nuevo en su país, se comprometía a asistir a Felipe IV en la recuperación de Portugal, mediante levas de ingleses e irlandeses, así como de 12 navíos de guerra. Incluso los ingleses devolverían al Rey Católico las ocupaciones llevadas a cabo en las colonias americanas desde 1630.

### Campaña de 1657
La campaña se inició muy temprano, ya que en marzo emprendieron las tropas del Rey de España la toma de la plaza de Saint-Ghislain al llegar noticias sobre las intenciones de los franceses de introducir un convoy y refuerzos en dicha plaza.
Tras este primer y exitoso paso, sobrevino una larga interrupción que los historiadores atribuyen a las tirantes relaciones entre don Juan y el Príncipe de Condé. A pesar de estos problemas, existían dificultades de índole económica suficientemente importantes como para provocar una interrupción en la campaña bélica.
Entretanto, Turenne invadía las costas flamencas con unos 25 000 efectivos y De la Ferté hacía lo mismo en la zona de Luxemburgo con otros 15 000 hombres.
El 25 de mayo de 1657 los franceses pusieron sitio a Dunkerque, por lo que la plaza quedaba en una situación extremadamente difícil. Don Juan fue consciente de ello desde el primer momento:

En este estado queda Dunkerque, el cual, por ser la llave de esta Marina por el pie firme que da a los enemigos para otras conquistas, por cortarnos las esperanzas de recuperar Mardique, y por lo que dificultará las materias de la paz y arriesgarse las de la religión (además de las influencias exteriores), le juzgo por el golpe más mortal, que pueden recibir estas Provincias, si Dios por su infinita misericordia no abre algún camino para el reparo.

No acababan aquí las desgracias en el gobierno de don Juan a lo largo de 1657, ya que De la Ferté tomaba la plaza de Montmedy que cubría la frontera de Luxemburgo.
Don Juan se mostró partidario de aplicar las escasas fuerzas disponibles en la recuperación de alguna plaza situada en el interior del país, como por ejemplo la villa de Danvilliers, a dos leguas de Montmedy. Pero tuvo que desistir de su idea ya que los franceses se presentaron ante Saint Venant, las fuerzas hispanas trataron de impedirlo, pero la plaza acabó rindiéndose. Los franceses continuaban avanzando sin cesar.
Don Juan igualmente tuvo que abandonar sus deseos de intentar la recuperación de Mardick a causa del rigor del tiempo, la escasez de tropas y la abundante guarnición de la plaza.

### Campaña de 1658: desastre de los ejércitos hispánicos
Al finalizar la campaña de 1657 tuvo lugar una Junta presidida por don Juan de Austria, en la que se plantearon las dificultades existentes para llevar a cabo, con éxito, la siguiente campaña que ya se aproximaba: falta de hombres, falta de medios para hallar dinero, el problema de los alojamientos de tropas, la inferioridad de las fuerzas hispanas frente a las francesas...
En mayo los franceses lanzaron una ofensiva contra Ostende, encontrándose con una desagradable sorpresa, debido a que hacía meses que las fuerzas de Flandes preparaban el encuentro.
El buen inicio de la campaña con el rechazo de los franceses en Ostende no resultó, en modo alguno, significativo puesto que a partir de entonces las cosas fueron empeorando cada vez más para la Monarquía Hispánica.
Dunkerque fue el inicio del desastre final. Constituía el principal objetivo francés de la presente campaña, pues era el botín prometido a Cromwell en la alianza que ambos países sellaron el 23 de marzo de 1657. La plaza tenía una importancia de primer orden por ser el puerto que dominaba el Mar del Norte. Los franceses, capitaneados por Turenne, pusieron cerco a Dunkerque, contando con la colaboración inglesa que se centró, fundamentalmente, en el bloqueo de la plaza por mar. Esta villa, gobernada por el marqués de Leiden, se encontraba en unas condiciones lamentables pues los refuerzos, continuamente solicitados, nunca llegaban, por lo que estaba bastante desguarnecida.
Ante estos acontecimientos, don Juan celebró una Junta de Guerra con todos sus altos mandos. Las fuerzas disponibles eran de unos 14 000 frente a más de 20 000 hombres que tenía el enemigo.
Inmediatamente se dispuso la marcha hacia Furnes, a donde llegaron el 10 de junio con las tropas. Sin embargo, se encontraban sin artillería, ni pertrechos, ni siquiera con pólvora, a causa de los retrasos provocados por ciertas dificultades en su envío. A pesar de todo el 13 de junio salieron de Furnes y se acercaron a los cuarteles y líneas enemigas. Pronto se inició la fortificación del puesto, sin embargo los enemigos no estaban dispuestos a dejarles concluir su labor.

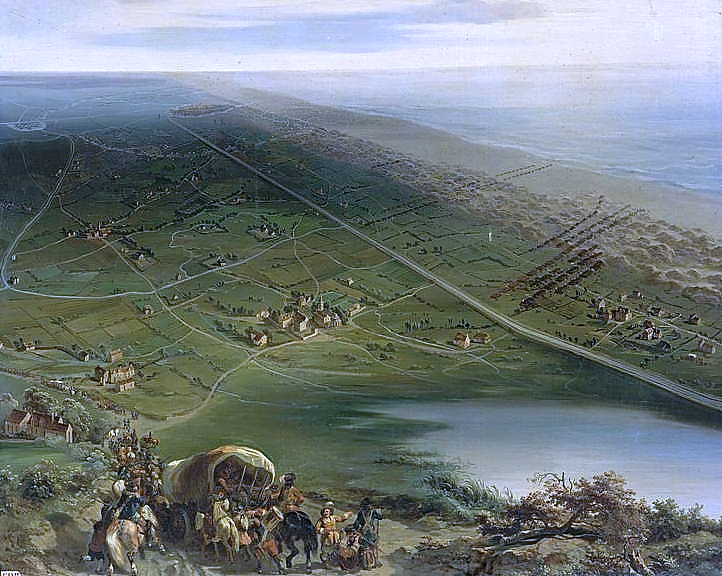
Plano de la batalla de las Dunas (1658).

El grueso de la infantería de don Juan ocupó las Dunas, sin embargo el enemigo era muy superior ya que tras dejar unos 6000 hombres en la plaza de Dunkerque, llegó al campo de batalla con unos 10 000, mientras que don Juan no contaba ni con 5000 hombres. La máxima fuerza hispana estaba cifrada en la caballería, cuya actuación resultaba muy impropia en el terreno de las Dunas. El combate fue muy desigual y obligó a la retirada de las tropas. Las bajas fueron muy numerosas, especialmente entre la infantería.
Quizás el socorro de Dunkerque se había decidido precipitadamente. Las fuerzas habían acudido sin artillería ni bagaje, pues aquella venía en camino y el bagaje se dejó por orden de don Juan. Pero, de no haber acudido a socorrer la plaza, esta habría caído igualmente, dada su mala situación en hombres y víveres.
Este fracaso llevó a don Juan a plantearse seriamente la necesidad de una pronta paz, pero el Consejo, desde Madrid, hizo caso omiso de la propuesta y, por el contrario, animó al Rey a asistir con las fuerzas posibles para que Su Alteza continuara la campaña. A finales de junio de 1658, don Juan daba Dunkerque por perdida, debido a la imposibilidad de socorrer la plaza ni por tierra ni por mar. La estrategia propuesta ahora por el bastardo consistía en tratar de dificultar al máximo a los enemigos sus posibles y futuros objetivos. La mejor manera consistía en enviar infantería a las plazas más importantes y amenazadas.
Don Juan se instaló con las tropas entre Furnes y Nieuwpoort, para cubrir más de cerca las plazas de la marina. El 26 de junio recibió aviso de la rendición de Dunkerque.
Los franceses entregaron este importante puerto del norte a los ingleses, tal y como habían acordado en sus tratados de alianza. Poco después se rendían Bergas y Furnes.
El 30 de agosto, por su parte también la villa de Gravelinas caía en poder de las fuerzas franco-inglesas.
Ypres constituía la siguiente plaza apetecida por los victoriosos franceses. Don Juan, reunido en Junta con los cabos principales de su ejército, se planteó la posibilidad de socorrer la plaza y al final concluyó de común acuerdo voto, que no convenía arriesgar el resto del país en el socorro de Ypres con tan remotas esperanzas de conseguirlo.
La situación no podía ser más crítica: si caía Ypres, quedaban en una posición muy delicada Nieuwpoort y Ostende, cruciales para la comunicación por mar. Si por el contrario acudían a socorrerla, corrían el riesgo de dejar desguarnecidas las plazas que constituían el corazón del país, especialmente Bruselas.
Así pues, el conde Marsín y Caracena pasaron a Gante, el duque de York fue a Brujas, el príncipe de Condé quedó en Tournai, y el príncipe de Ligne quedó en Cortrique y don Juan pasó a Bruselas.
El 25 de septiembre, el príncipe de Barbazón, gobernador de Ypres, se veía obligado a capitular.
En manos de Francia habían ido cayendo todas las principales plazas flamencas. La situación era crítica y se imponía la paz.

## Últimas gestiones de Juan en Flandes
La situación en Flandes había llegado a extremos insostenibles, así las cosas don Juan se mostró partidario de buscar una rápida salida. Las vías eran fundamentalmente dos:
- Procurar la formación, junto con el rey de Hungría, de un ejército auxiliar, capaz de asegurar la defensa de Flandes, frente a las invasiones de los ingleses en la zona de la marina.
- Establecer la paz con Francia.

Desde Madrid, tras estudiar estas posibilidades, se decidió ordenar a don Juan la realización de una expedición a Inglaterra capitulada con el rey inglés. En caso de que esta no pudiese realizarse o bien que la misma fracasase, se instaba a don Juan entablar negociaciones con el gobierno de Cromwell.
Pero don Juan no estaba dispuesto a realizar expedición alguna contra Inglaterra, puesto que no daba la menor credibilidad a los pactos establecidos, en su día, por Felipe IV y el rey inglés. Por ello el bastardo se planteó muy seriamente la posibilidad de establecer una alianza amistosa con Cromwell, a modo de puente para intentar conseguir la paz con Francia.
Entretanto se produjo la muerte de Cromwell.

### Don Juan abandona Flandes
En octubre de 1658, Felipe IV envió un despacho a su hijo ordenándole su regreso a la Península, una vez finalizada la campaña, para hacerse cargo del mando de las armas del Ejército de Portugal.
A comienzos de 1659, las miras del Rey de España estaban puestas en el conflicto portugués, el cual fue una de las razones primordiales para acelerar los acuerdos de paz en Flandes entre las coronas francesa e hispana.
Don Luis de Haro y Guzmán encargó a don Juan la realización de una leva de 3000 soldados valones para que se encaminasen a la guerra contra Portugal.
El 1 de marzo de 1659 don Juan salió de Bruselas, quedando como gobernador interino de los Países Bajos el marqués de Caracena.
Poco después, el 7 de noviembre de 1659, se ajustó la Paz de los Pirineos entre don Luis de Haro y el cardenal Mazarino, que sellaba la paz, tras casi 25 años de guerra, entre las Coronas de Francia y España.

## Don Juan, capitán general de Extremadura en la conquista del Reino de Portugal

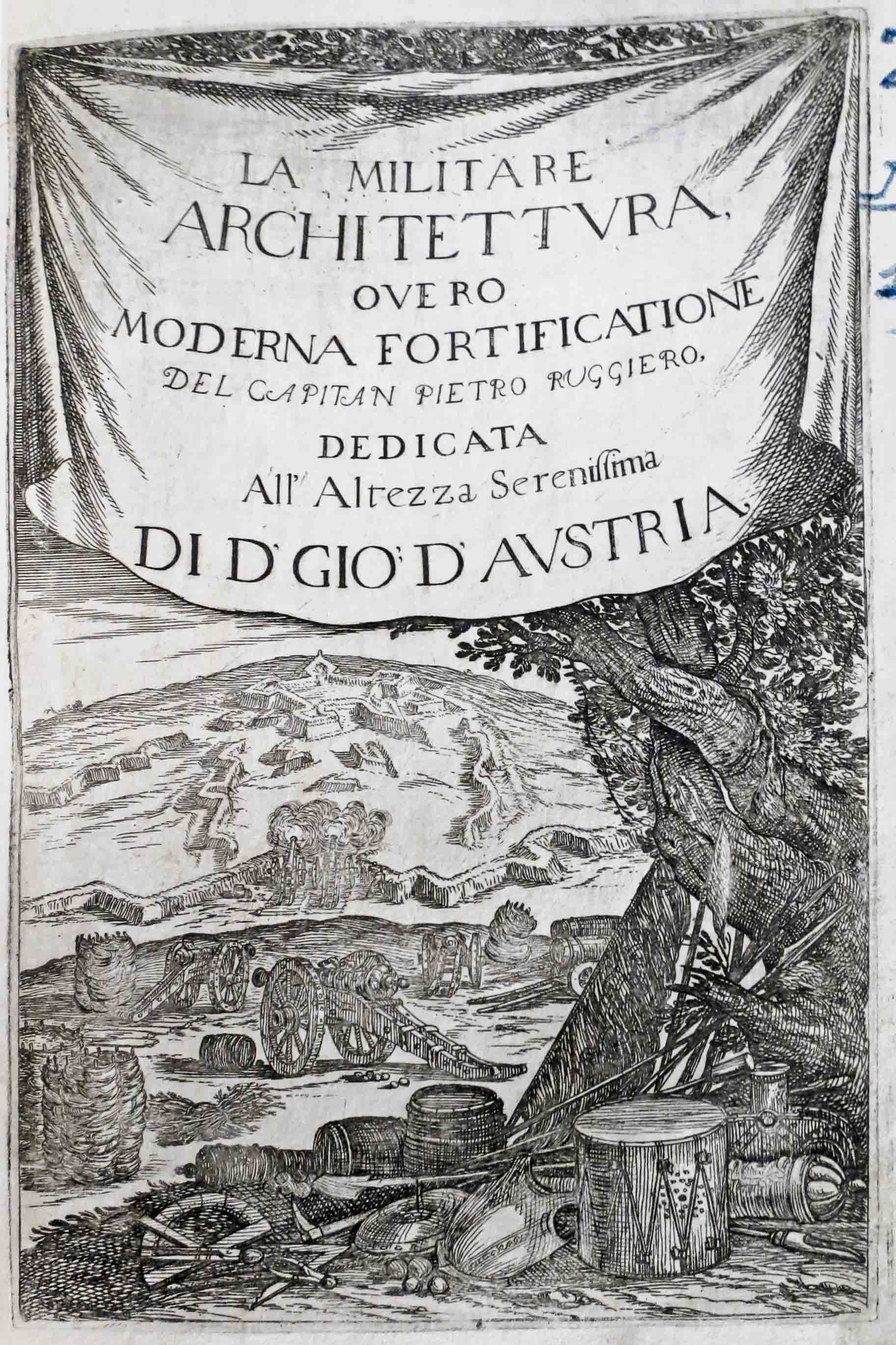
Libro de 1661 sobre arquitectura militar dedicado a Don Juan de Austria.

Felipe IV firmó la Paz de los Pirineos con la esperanza de que este tratado constituiría la antesala a la recuperación de Portugal, relegada por la actuación en los frentes catalán y flamenco.
Don Juan, aprovechando el inicio de las negociaciones de paz y el cese de las hostilidades, regresó a la Península en 1659 vía París, donde mantuvo una entrevista con la reina de Francia. Sin embargo, no se dirigió a Portugal hasta después de haber sido firmados y ratificados los tratados de paz.
El 20 de febrero de 1661, Felipe IV emitió oficialmente el título de Capitán General de la Conquista del Reino de Portugal para Don Juan de Austria. Mientras tanto, se ordenó la formación de un ejército competente en las fronteras de Extremadura, así se institucionalizaba el ataque a un reino que, hasta entonces, se había limitado a escaramuzas de escasa trascendencia.
Además de su investidura como Capitán General de Extremadura, don Juan recibió amplios poderes como gobernador de la provincia para moverse en la guerra contra los portugueses:

He resuelto darle y concederle (...) toda plenitud y Plenipotencia mía sin reservación de cosa alguna para que en mi Real nombre pueda titular, jurar leyes, usajes, constiticiones y costumbres de aquel Reino, perdonar, hacer mercedes, conceder privilegios...

El 21 de marzo de 1661 don Juan llegó a Zafra, siendo recibido por el corregidor, alcalde y cabildo, quienes le condujeron al Palacio del duque de Feria.
La campaña de 1661 se demoró bastante debido a la llegada de don Juan y a los preparativos pertinentes. El primer objetivo que se planteó fue la recuperación de Arronches, pues tenía la ventaja de cubrir el territorio entre Badajoz y Alcántara y constituía la plaza más adecuada para servir de alojamiento al ejército. Don Juan se lanzó a su conquista al frente de 1500 caballos y mandando por detrás 500 infantes y otros 600 caballos para que tomaran posiciones mientras se reconocía la situación del enemigo. Don Juan dio órdenes para que la artillería comenzara a disparar.
Pronto se abrió una brecha en la plaza y apenas transcurridas cinco horas de combate, sus habitantes decidieron rendirse y pedir clemencia a don Juan.
La facilidad con la que se había logrado la rendición de Arronches en ese 16 de junio de 1661, hizo concebir grandes esperanzas en el éxito pronto y total sobre Portugal. Sin embargo, don Juan no se mostró tan optimista cuando tuvo la oportunidad de estudiar la verdadera situación en que vivían las fuerzas de la Monarquía Hispánica.
En pleno mes de agosto, Don Juan decidió repartir su ejército entre las plazas de Badajoz, Olivenza, Arronches, Alburquerque y Alcántara para poder reunirlo con brevedad cada vez que fuera necesario. Sin embargo, el tiempo tórrido evitó que los portugueses diesen batalla, aguardando solo la retirada de don Juan para hacer ellos los propio, dados los insufribles calores de la estación.
Pasados los rigores del verano, el hecho más significativo llevado a cabo por las fuerzas de Extremadura fue la toma de Alconchel, castillo situado a dos leguas de Olivenza.
Mientras se producían estos éxitos por parte del ejército de Extremadura, el marqués de Viana, con el de Galicia, había fracasado, al levantar el sitio de Valença do Minho (19 de agosto) mientras el de Osuna, igual vergonzosamente, había retrocedido tras amenazar el fuerte de Valdemula (23 de julio).
Además, la campaña de 1661 tuvo, en el ámbito internacional, un acontecimiento que no iba a redundar en beneficio de la Monarquía Hispánica. Si Luis XIV, a pesar de los capítulos concertados en la Paz de los Pirineos, continuaba enviando pequeños auxilios a Portugal, Carlos II de Inglaterra, que viviera antes de su restauración el trono en Brujas al amparo de Felipe IV, lejos de otorgar su ayuda a su antiguo anfitrión, pasó a colocarse como un firme enemigo al concretarse, en la primavera de 1661, su matrimonio con Catalina de Braganza, hermana del rey Alfonso VI de Portugal que, entre otras cosas, incluyó en la dote la cesión a los ingleses de las importantes plazas de Tánger y Bombay.

### Campañas de 1662, 1663 y 1664
Al aproximarse la campaña de 1662, Don Juan recibió órdenes de entrar en Portugal con las fuerzas concentradas en Extremadura y que estaban constituidas por las milicias de las provincias de Extremadura, Castilla y Andalucía, así como por las fuerzas auxiliares alemanas, lombardas y napolitanas.
En los primeros días se logró la rendición de varias atalayas al tiempo que se interceptaba un correo con cartas para los gobernadores de Elvas y Jurumeña, en las que se les avisaba de la premura con que se organizaba un gran ejército en Estremoz, formado por más de 10 000 soldados y 3000 caballos que aguardaba además la regada de unos refuerzos de otros 4000 soldados y 2000 caballos.
Don Juan envió al correo a Estremoz para que informara sobre la determinación del ejército castellano de buscar al rebelde en la campaña, por lo que se dirigió sin más dilación a la plaza, colocando la artillería a la vista del enemigo. Hubo varias horas de refriega, tras las cuales el ejército de Extremadura se acuarteló a menos de media legua de la villa.
Entretanto, varios escuadrones consiguieron la rendición de la villa de Borba, enviando los prisioneros a Arronches. Luego tuvo lugar el saqueo del lugar por parte de la soldadesca. Los vecinos de Borba, a la vista de estos acontecimientos, juraron neutralidad y Don Juan, confiado, abandonó el lugar, tras lo cual los de Borba se apresuraron de nuevo a admitir a las tropas rebeldes y volvieron a fortificarse en su castillo. Actos como éstos no iban sino a contribuir, a la larga, a la derrota de Don Juan, dado a dejar calmados y derrotados los lugares, pero sin destinar una guarnición suficiente en ellos, por lo que los vecinos volvían con rapidez a adoptar una postura de rebeldía frente a España.
El 8 de junio, día del Corpus Christi, don Juan obtuvo la rendición de la plaza de Jurumeña después de un largo asedio. Esta se encontraba a dos leguas de Elvas, siendo una villa con abundancia de trigo, ganado y caza. El 23 de junio, el Ejército de Extremadura dejó Jurumeña, no sin antes haber estacionado allí una guarnición de más de 800 soldados y unos 30 caballos, al mando del maestre de campo, don Fernando de Escobedo.
Don Juan, al frente de unos 8000 hombres y unos 6000 caballos, marchó hacia Villaviciosa donde provocó al enemigo sin obtener respuesta, por lo cual, se vio en la necesidad de proseguir la marcha. Poco después logró la rendición de la villa de Veyros y de Monforte, esta última sin presentar batalla.
También Cabeza de Vide se rindió voluntariamente así como Alter de Chaom y Alter do Pedroso. Posteriormente, Ocrato también cayó, pero esta vez sí que hubo de recurrir a las armas para ello. Después se entregaron Fronteira, Santa Olalla...
El 11 de julio de 1662 don Juan dio por finalizada la campaña, con lo que el ejército se recogió en Badajoz y en otras plazas fronterizas (Jurumeña, Olivenza, Ouguela, Montijo, Alburquerque). Pretextando el tórrido calor existente, se cerraba una campaña de apenas dos meses, en la que no se había sacado el debido provecho. Por su parte el ejército del duque de Osuna había tomado Escalona, mientras que el de Galicia, dirigido por el Obispo de Santiago, en sustitución del marqués de Viana, tomó Portela y Castel-Lundoso.
Con motivo del alojamiento de las tropas al finalizar la campaña, el 10 de agosto de 1662 don Juan publicó un reglamento para evitar daños y abusos que se originaban del tránsito por la provincia, tanto de la infantería como de la caballería.
Antes de iniciarse la campaña de 1663, Felipe IV contrató una serie de navíos de guerra para servir en corso contra los rebeldes portugueses. Por otra parte, ese año la Corte quiso iniciar la campaña con el cerco a Lisboa, tanto por tierra como por mar, con el objetivo de poner fin de forma rápida a esta larga guerra. Sin embargo, estos tuvieron que ser abandonados, sobre todo por falta de recursos. 
Por otra parte, y a pesar de las promesas hechas a don Juan, en el sentido de proporcionarle caballos, artillería, víveres para cinco meses de campaña, pagas para los soldados y todo los necesario para iniciar la campaña en abril, se remitieron tarde cantidades a Alemania, Italia y Flandes, para la realización de levas de veteranos, que eran los más valorados por don Juan en Portugal, con lo cual se impuso la dilación en el comienzo de la campaña. Poco a poco irían llegando los tercios viejos de españoles e italianos. Por su parte los portugueses también llevaban a cabo los preparativos pertinentes: el conde de Villaflor, don Sancho Manuel, recibió el mando general del ejército, mientras Dionisio Melo ejercía el cargo de general de la caballería y Luis de Meneses el de la artillería, el francés Schomberg, por su parte, conservó el cargo de maestre de campo general. Este último era la verdadera alma del ejército y quien más colaboró en introducir la disciplina en las fuerzas portuguesas.
A pesar de la reglamentación dada por Felipe IV sobre la navegación en corso, los auxilios continuaban llegando a Portugal sin que los corsarios pudieran detener el tráfico comercial en las costas lusitanas. Ante estas noticias, se dieron las oportunas órdenes de vigilancia en las costas hispanas pero con las debidas precauciones para no contravenir ningún punto de los acordados en los capítulos de las paces con Inglaterra, Francia y las Provincias Unidas, a pesar de que estas naciones no las tenían en absoluto en cuenta.
El Ejército de Extremadura, al mando de don Juan salió de Badajoz el 6 de mayo compuesto por 26 tercios de españoles, 8 tercios de italianos, 5 tercios de alemanes, un tercio de franceses, 11 de trozos de caballería, así como artillería y proveeduría. El camino entre Extremadura y Estremoz se dividió en 5 marchas. Mediante la utilización de minas se fueron volando, sucesivamente, diferentes atalayas:
- el 8 de mayo, las de Perdigón y Mejía.
- el 10 de mayo, la de Fuente de los Zapateros.
- el 11 de mayo, la de Fuente de las Ventas de Ascaravizas.

Las villas de Borba y Monforte tuvieron la oportunidad de confirmar su obediencia al ejército español. El 11 de mayo prosiguió la marcha hasta Estremoz, donde partidas de caballería portuguesa espiaban a los hispanos, desde los tupidos olivares. Estremoz constituía una auténtica plaza de armas para los portugueses, debido a las características del paraje y a la fertilidad de los campos y dehesas, todos de regadío. En torno a la villa se habían creado nuevas fortificaciones, aprovechando la situación geográfica, las cuales albergaban una guarnición formada por 8000 infantes y 2000 caballos, dirigidos por don Sancho Manuel, conde de Villaflor y por el conde Schomberg, nuevo general de los extranjeros.
Vista la imposibilidad de tomar Estremoz, se decidió conquistar Évora, ya que esta villa carecía de fortificación, artillería y municiones. Además, su guarnición se reducía a 300 caballos y 1000 infantes, si bien el conde de Villaflor había enviado refuerzos y municiones. Una vez que se hallaron a las puertas de Évora, los ejércitos de don Juan esperaron a que los lugareños se rindieran sin presentar batalla, como así sucedió finalmente. El bastardo decidió entonces marchar hacia Estremoz con la intención de buscar una victoria definitiva contra los portugueses. Finalmente, las fuerzas portuguesas derrotaron al ejército castellano que se retiró del territorio soberano portugués. Las fuerzas del bastardo fueron destruidas en la Batalla del Ameixial sufriendo más de 4000 bajas contra solo 1000 de los vencedores portugueses. Esta fue la penúltima gran batalla de la guerra de restauración portuguesa y este fracaso terminó con la carrera militar de Juan de Austria.

## Fase de oposición a Mariana de Austria y su regencia
Aun así, podría no haber perdido la confianza de su padre, si la reina Mariana, madre del enfermo Infante Carlos, único hijo legítimo superviviente del rey, no hubiera considerado al bastardo con desconfianza y desagrado. Juan fue retirado del mando y enviado a su encomienda en Consuegra. Después de la muerte de Felipe IV, en 1665, Juan se convirtió en líder reconocido de la oposición al gobierno de la viuda de Felipe, la regente. Ella y su favorito, el jesuita alemán Juan Everardo Nithard, apresaron y condenaron a muerte a uno de sus servidores de confianza, José Malladas.
Don Juan, en respuesta, se puso a la cabeza de un levantamiento de Aragón y Cataluña, lo que llevó a la expulsión de Nithard el 25 de febrero de 1669. Don Juan fue, sin embargo, obligado a contentarse con el virreinato de Aragón. En 1677, la reina madre despertó oposición por sus favores a Fernando de Valenzuela. Debido a ello don Juan fue capaz de separarla de la corte, y establecerse él como primer ministro. Hubo grandes esperanzas sobre su administración, pero resultó decepcionante y corta; Juan murió, tal vez por envenenamiento, el 17 de septiembre de 1679.

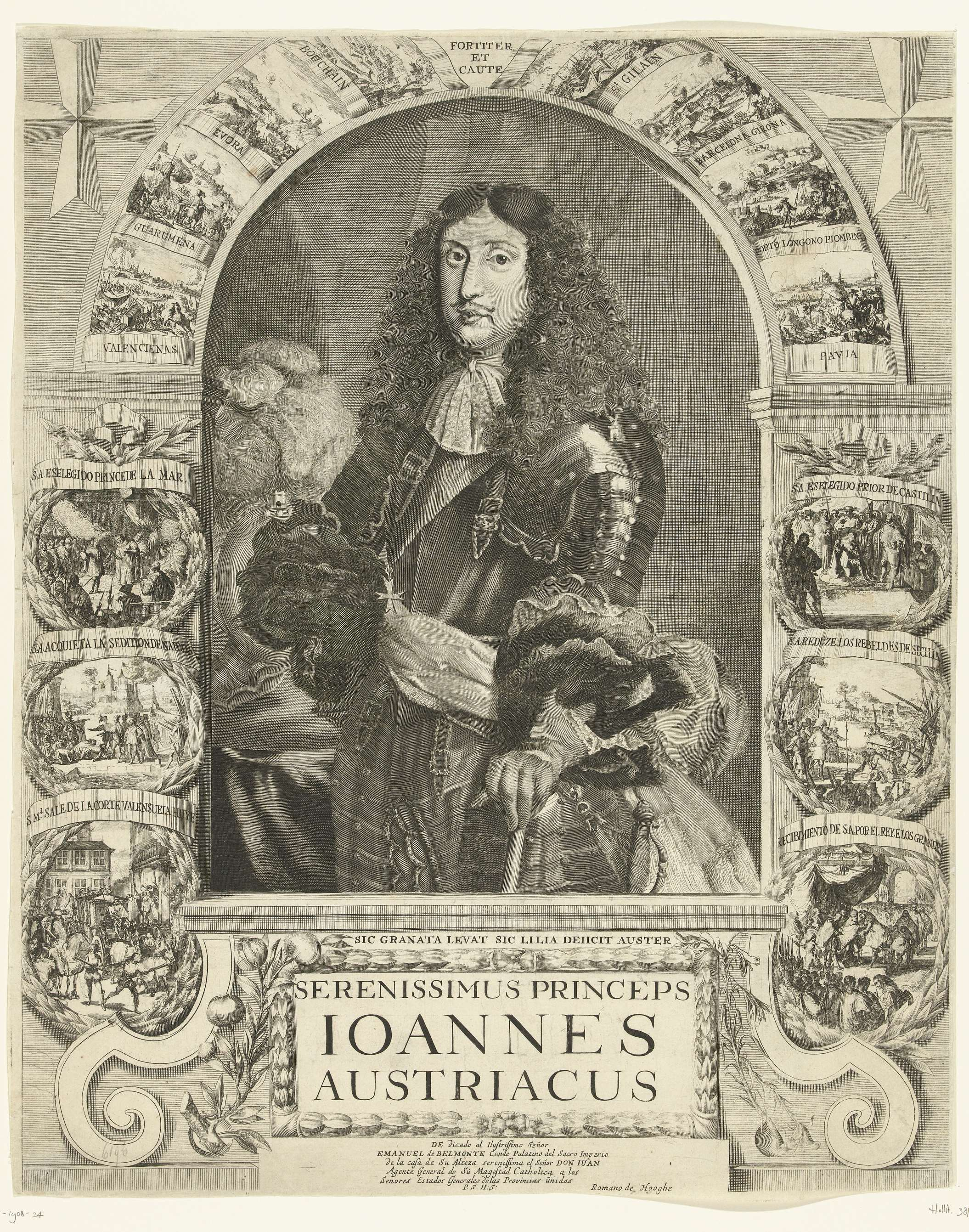
Retrato de Juan José de Austria por Romeyn de Hooghe con dedicatoria a Manuel de Belmonte, conde Palatino del Sacro Imperio y agente general de su majestad católica ante los Estados Generales de las Provincias Unidas. En el arco, serie de victorias y honores del príncipe.

## Personalidad
Felipe IV tuvo en total veintinueve bastardos. De ellos, Juan José y Francisco Fernando (muerto a los siete años de edad), fueron los únicos que obtuvieron el reconocimiento oficial de la regia paternidad. Un hecho oscuro en su biografía sería la presunta violación de una sobrina del pintor José de Ribera por parte de Juan José de Austria.
Juan José de Austria fue un eminente político, militar, legislador y estratega. Con grandes cualidades de mando, un educado hablar y gran capacidad en los campos de la diplomacia, la oratoria, propuestas y toma de decisiones, lo que contrastaba ampliamente con el carácter tímido y la personalidad apagada de su hermano Carlos II. Fue, además, el primero entre los políticos españoles que se dio cuenta del poder de la naciente prensa escrita y la impulsó sufragando revistas dirigidas por personas allegadas a él, aunque también sufrió las mordaces críticas de pasquines y libelos.
En 1677, en medio de su periodo de gobierno, las malas cosechas, el hambre y los brotes de peste le hicieron perder la mayor parte del apoyo popular que tuvo al acceder a él. El sábado 9 de abril se fijó uno de esos pasquines en la Casa de la Panadería de la Plaza Mayor de Madrid (principal mercado y repeso de la Villa y Corte) que decía «¿A qué vino el señor don Juan?: a bajar el caballo y subir el pan», refiriéndose a la estatua ecuestre de Felipe IV esculpida por Pietro Tacca, que había sido trasladada desde la fachada del Alcázar hasta el Buen Retiro. No obstante, el control que ejercía fue suficiente para evitar motines y maniobras, como las que en una coyuntura similar, veinte años más tarde, sufrió el Conde de Oropesa (el Motín de los Gatos de 1699) y consiguió mantenerse en el poder hasta su muerte.
Don Juan José de Austria tuvo al menos tres hijas. Una de ellas fue la religiosa sor Margarita de la Cruz de Austria. Las otras dos se llamaron Catalina y Ana María Juana Ambrosia Vicenta respectivamente.